# Vagón de plataforma baja Modalohr
El vagón de plataforma baja Modalohr, o simplemente Modalohr es un tipo de vagón plataforma que permite el transporte de remolques y camiones sobre la red ferroviaria existente desarrollado y fabricado por la empresa francesa Modalohr, filial de Lohr.
La caja del vagón gira unos 30° para cargar los camiones completos o remolques -según los casos-, y la carga puede ser efectuada directamente con la cabeza tractora (sin necesidad de grúas u otro equipo). Al ser la entrada lateral, en batería, es posible la carga simultánea y rápida de los camiones. Los bogies y ruedas son estándar (en contraste con los vagones utilizados en las autopistas ferroviarias alpinas en Suiza, que tienen ruedas pequeñas), lo que presenta ventajas del punto de vista de seguridad y costos de mantenimiento.
El vagón de piso bajo Modalohr permite cargar la mayoría de camiones estándar sin modificaciones:
- Altura máxima sobre carretera: 4,04 m
- Peso máximo del semirremolque: 38 t
- Longitud máxima del semirremolque: 13,7 m

Este tipo de vagón es utilizado en la Autopista ferroviaria Perpiñán-Luxemburgo (1060 km) y en la autopista ferroviaria del túnel del Fréjus, entre Aiton, en Saboya, y Obrassano, en Italia (170 km).